# Communiebank
De communiebank is een vaak rijkelijk versierde knielbank die in de katholieke kerken en kapellen de altaarruimte scheidt van het schip waar het gelovige volk zich bevindt. Een andere naam voor de communiebank is het lichtelijk archaïsch klinkende H. Tafel (des Heren).
Oorspronkelijk ontstond de communiebank aan de wand die het altaar aan het zicht van de gelovigen onttrok. Deze wanden (soms gordijnen) werden gedurende de middeleeuwen in het Westen steeds doorzichtiger gemaakt en werden tot een soort altaarhekken, terwijl de oostelijke christelijke liturgieën juist de geslotenheid ervan benadrukten waardoor de iconostase (vanuit de joodse voorhang-idee) tot stand kwam. Bij of aan de altaarhekken of scheidingswand, ontvingen of ontvangen de gelovigen van de Latijnse ritus normaliter de communie, indien mogelijk geknield.
Tot ongeveer 1965 werd de communie door de priester uitsluitend aan de communiebank aan de gelovigen uitgereikt. Dit gebruik wordt nog steeds in ere gehouden in kerken waar men de H. Mis volgens de Tridentijnse liturgie viert. De gelovigen, die met gevouwen handen aan de bank knielen, ontvangen uit handen van de priester de hostie op de tong. Hun handen houden zij onder het communiedwaal, een wit versierd doek, zodat een eventueel vallende hostie opgevangen kan worden.
Veel communiebanken zijn prachtige gotische en barokke kunstwerken, veelal versierd met symbolen van de eucharistie of Bijbelse beeldmotieven, zoals het offer van Melchisedech en het hert aan de waterbron. Na het Tweede Vaticaans Concilie (1962-1965) verdwenen echter in Nederland en België veel van deze communiebanken ten gevolge van de Tweede beeldenstorm. Men verwijderde toen in de meeste Nederlandse en Belgische kerken de communiebanken, omdat zij in strijd geacht werden met de nieuwe, bijkomende mogelijkheid voor het ontvangen van de communie (handcommunie) en de communiebanken de gelovigen te veel van de priester zouden scheiden. In oudkatholieke kerken zijn ze meestal gespaard gebleven.
In bepaalde landen zoals Polen en Slowakije is de communiebank nog altijd in gebruik. Daar wordt de communie nog altijd op de tong van de gelovigen gegeven. In de missen volgens de buitengewone vorm van de Romeinse ritus wordt de communiebank gebruikt.

## Galerij

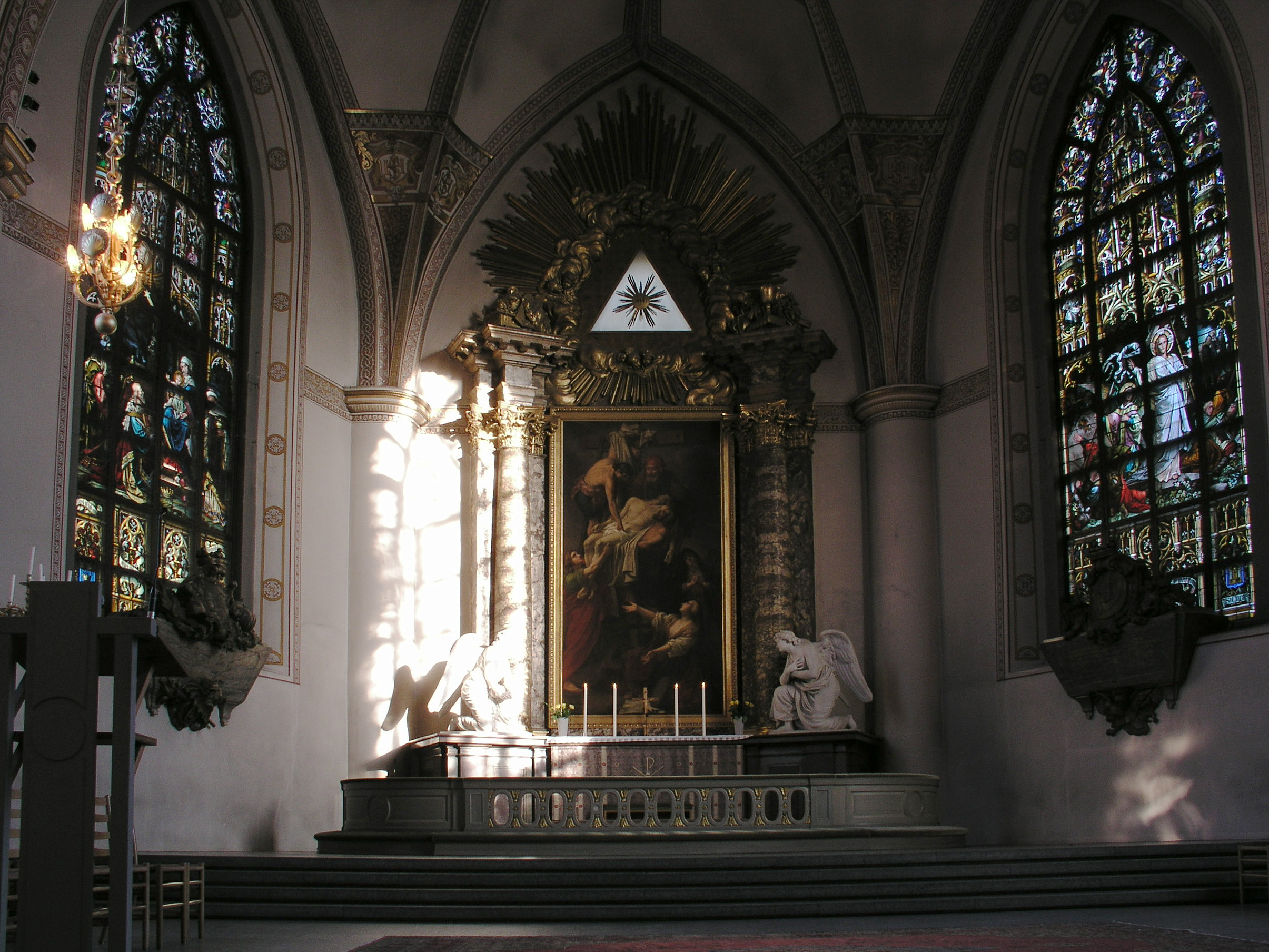
St. Clarakerk, Stockholm, trapopgang, communiebank, daarachter altaar.
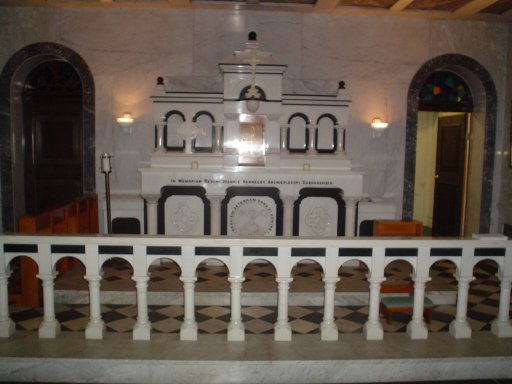
Communiebank in een kapel van een begraafplaats, Verenigde Staten.
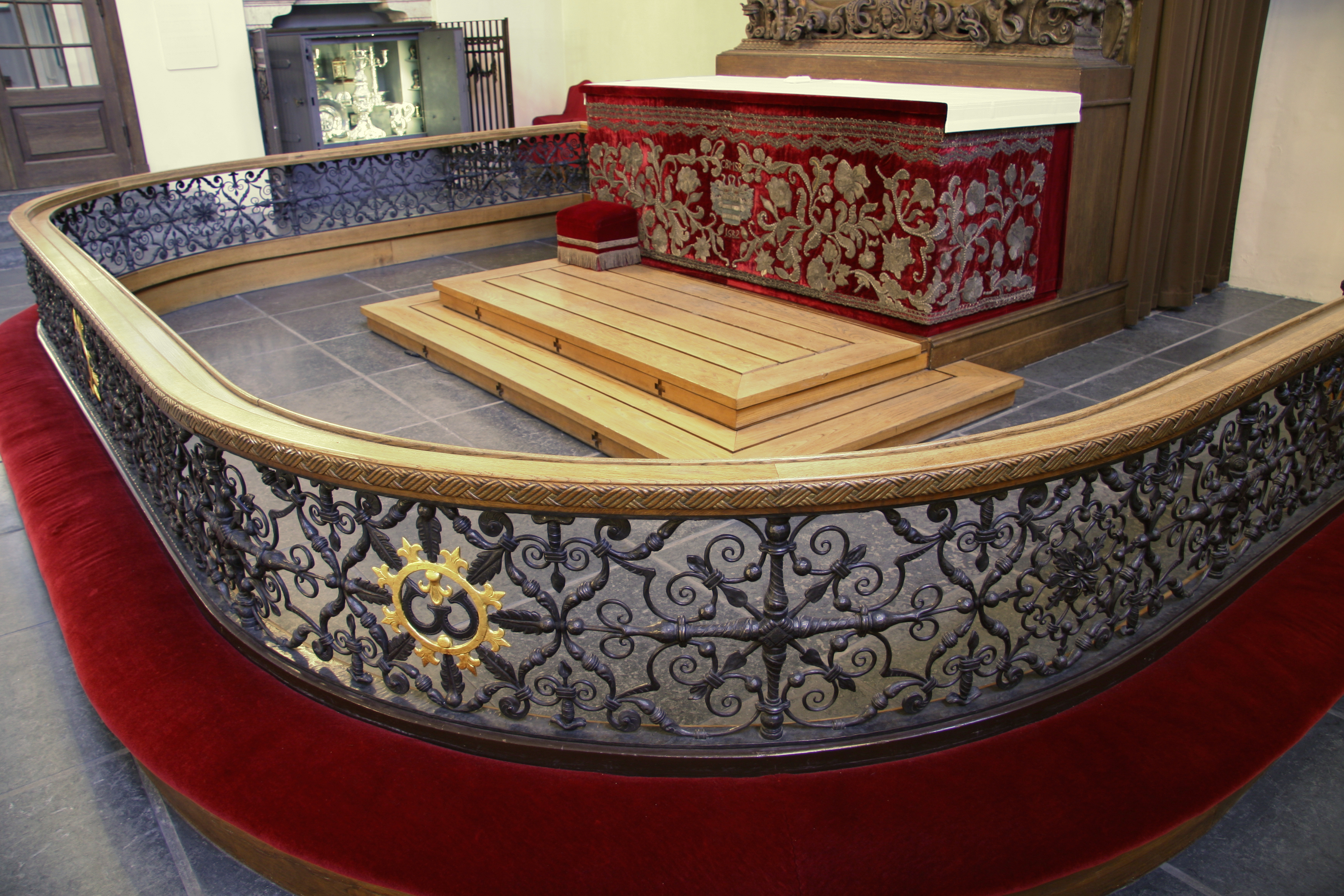
Communiebank in de Holmens-kerk in Kopenhagen.

## Kerken waar de communiebank gespaard bleef

### België
In België zijn honderden communiebanken bewaard uit verschillende periodes. Sommige zijn gesneden door bekende beeldhouwers en zijn opgenomen in de lijst van Nationaal patrimonium door het KIK.
- Brugge, Sint-Walburgakerk in marmer door Hendrik Frans Verbruggen /1695
- Poperinge - O.-L.-Vrouwekerk
- Mechelen - Sint-Pieters- en Pauluskerk door Verbruggen, Hendrik Frans
- Mechelen - Begijnhofkerk
- Sint-Maria-Oudenhove - Onze-Lieve-Vrouw Hemelvaartkerk
- Sint-Niklaas- Sint-Jozef-Klein-Seminarie door Adriaan Nijs[1]
- Sint-Niklaas- Onze-Lieve-Vrouwkerk[1]
- Sint-Niklaas- Sint-Nicolaaskerk[1]
- Zele, Kerk Sint-Ludgerus door Nijs, Egidius Adriaan[1]
- Temse O.L.Vrouw door Nijs, Egidius Adriaan[1]
- Stekene H. Kruis door Nijs, Egidius Adriaan[1]
- Drongen, Sint-Gerulphus door P. Nijs[1]
- Langdorp, Sint-Antonius Abt[1]
- Itterbeek, Sint-Pieters[1]
- Gooik Kapel H. Kruis[1]
- Gooik Sint-Niklaas[1]
- Onze-Lieve-Vrouw-Lombeek, O.L.Vrouw[1]
- Elingen, Sint-Amandus[1]
- Vlezenbeek, O.L.Vrouw[1]
- Galmaarden Sint-Pieter 1700 - 1750[1]
- Groot-Bijgaarden, H. Familie door R. Glorie 1941 - 1941[1]
- Sint-Katherina-Lombeek, Sint-Catharina door De Vos, Jan 1878 - 1878[1]
- Keerbergen, Heemkundig Museum De Botermolen door Van Geel, Jan Frans 1792 - 1792[1]
- Munte Sint-Bonifatius door Hauman, Jan Baptist[1]
- Betekom Sint-Laurentius door Motties, Jan[1]
- Elst Sint-Apollonia door Michiels, Johannes[1]
- Denderleeuw Sint-Amands door Van Beersel, Nicolaas[1]
- Antwerpen, Sint-Catharina door De Boeck, Jan Baptist[1]
- Antwerpen Kerk Sint-Jacob door Kerricx, Guillaume[1]
- Antwerpen Kerk Sint-Paulus door Verbruggen, Pieter I / 1655[1]
- Antwerpen Kerk Sint-Augustinus door Verbruggen, Hendrik Frans / 1693[1]
- Antwerpen, Kathedraal O.L.Vrouw ten Hemel Verbruggen, Hendrik Frans / 1687[1]
- Haasdonk, Sint-Jacobus de Meerdere door Kerricx, Guillaume Ignace /1775[1]
- Kruibeke, O.L.Vrouw ten Hemel Opgenomen door Kerricx, Guillaume /1712[1]

### Nederland
Alle kerken zijn rooms-katholiek tenzij anders vermeld
- Alkmaar - Sint-Laurentiuskerk
- Amersfoort - H. Georgiuskerk (Oudkatholieke Kerk)
- Amsterdam - HH. Joannes en Ursulakerk
- Amsterdam - HH. Martelaren-van-Gorcumkerk
- Amsterdam - Onze-Lieve-Vrouwekerk
- Amsterdam - Onze-Lieve-Vrouw Koningin van de Vrede
- Amsterdam - Onze-Lieve-Vrouw Koningin van de Rozenkrans
- Amsterdam - Sint-Agneskerk
- Amsterdam - Sint-Franciscus Xaveriuskerk
- Amsterdam - Basiliek van de Heilige Nicolaas (achterin)
- Bergschenhoek - Sint-Willibrorduskerk
- Blitterswijck - Onze-Lieve-Vrouw Geboortekerk
- Cadier - H. Kruisverheffingskerk
- Delft - Maria van Jessekerk
- De Meern - Onze-Lieve-Vrouw ten Hemelopnemingkerk
- Den Hoorn - HH. Antonius en Corneliuskerk
- Echt - H. Pius X-kerk (gesloopt in 2014)
- Elsloo - Sint-Augustinuskerk
- Enkhuizen - Gummarus en Pancratiuskerk (Oudkatholieke Kerk)
- Etten - H. Martinuskerk
- Evertsoord - Onze-Lieve-Vrouw Onbevlekt Ontvangenkerk
- Gracht (Kerkrade) - Onze-Lieve-Vrouw van Lourdeskerk (gesloopt in 2012)
- 's-Gravenhage - Sint-Teresia van Avilakerk
- 's-Gravenhage - Onze-Lieve-Vrouw Onbevlekt Ontvangen- of Elandstraatkerk
- 's-Gravenhage - Onze-Lieve-Vrouw-van-Goede-Raadkerk
- 's-Gravenhage - Sint-Albaanskerk (vrij-kath.)
- 's-Gravenhage - Sint-Jacobus de Meerderekerk
- 's-Gravenhage - H.H. Jacobus- en Augustinuskerk (Oudkatholieke Kerk)
- 's-Gravenhage - Sint-Paschalis Baylonkerk
- Groningen - Sint-Jozefkathedraal
- Gronsveld - Sint-Martinuskerk
- Guttecoven - H. Nicolaaskerk
- Haarlem - Sint-Josephskerk
- Haarlem - Sint-Raphaëlskerk (Vrij-Kath.)
- Haelen - H. Lambertuskerk
- Heerlen - H. Drievuldigheidskerk
- Hengelo - Sint-Lambertusbasiliek
- Heijen - H. Dionysiuskerk
- Helvoirt - Sint-Nicolaaskerk
- Kerkrade-Heilust - Onze-Lieve-Vrouw van Altijddurende Bijstandkerk
- Hilversum - Sint-Vituskerk (Oud-Kath.)
- Hoorn - HH. Cyriacus en Franciscuskerk
- Horst - Sint-Lambertuskerk
- Houthem - Sint-Gerlachuskerk
- Hulst - Sint-Willibrordusbasiliek
- Kerkrade - Onze-Lieve-Vrouw van Altijddurende Bijstandkerk
- Kerkrade-Haanrade - H. Hart van Jezuskerk
- Kerkrade-Heilust - Onze-Lieve-Vrouw van Altijddurende Bijstandkerk
- Kloosterburen - H. Willibrorduskerk
- Laren - Sint-Jansbasiliek
- Leiden - Sint-Lodewijkskerk
- Leiden - Sint-Petruskerk(zijkanten der viering)
- Lisse - HH. Engelbewaarderskerk
- Maastricht - Basiliek van Onze-Lieve-Vrouw Tenhemelopneming
- Nazareth - H. Antonius van Paduakerk
- Nuenen - H. Clemenskerk
- Oud-Beijerland - Sint-Antonius van Paduakerk (Mariakapel)
- Oude-Tonge - Onze-Lieve-Vrouw Hemelvaartkerk
- Oudenbosch - Basiliek van de H.H. Agatha en Barbara
- Oudewater - Sint-Franciscus van Assisiëkerk
- Papendrecht - Maria Onbevlekte Ontvangeniskerk
- Ransdaal - H. Theresia van het Kind Jezuskerk
- Reuver - Onbevlekt Hart van Mariakerk
- Roermond - Sint-Michaelskerk
- Rotterdam - HH. Petrus en Pauluskerk Paradijskerk (Oud-Kath.)
- Rotterdam - HH. Michael en Clemenskerk
- Scheveningen - Onze-Lieve-Vrouw van Lourdeskerk
- Scheveningen - Sint-Antonius Abtkerk
- Schiedam - Basiliek van de H. Liduina en Onze Lieve Vrouw van de Rozenkrans
- Schiedam - H. Hartkerk
- Sevenum - H.H. Fabianus en Sebastianuskerk
- Sittard - Basiliek van Onze-Lieve-Vrouw van het Heilig Hart
- Spoordonk - H. Bernadette
- Tongelre - Sint-Josephkerk
- Udenhout - Sint-Lambertuskerk
- Urmond - H. Martinuskerk
- Utrecht - Sint-Willibrordkerk
- Utrecht - Sint-Gertrudiskathedraal (Oud-Kath.)
- Velden - H. Andreaskerk
- Waddinxveen - Sint-Victorkerk
- Warmond - Sint-Matthiaskerk
- Westwoud - Sint Martinuskerk
- Wehe-den Hoorn - Sint-Bonifatiuskerk
- IJsselstein - Sint-Nicolaasbasiliek